# ボートレースチケットショップ阿波かもじま
ボートレースチケットショップ阿波かもじま（ボートレースチケットショップあわかもじま）は、鳴門市および松茂町ほか二町競艇事業組合が徳島県吉野川市に設置しているボートレースの場外発売場である。通称、BTS阿波かもじま。

## 概要
2022年10月1日オープン。管理施行者が主催するボートレース鳴門の全レース、同地区で行われるボートレース丸亀の全レースをはじめとして、SG・全国のGIおよびナイターレースなど最大12場144レースの勝舟投票券を年間最大360日発売する。発売締切は本場と同時である。
全国総合払戻サービスの対象施設。

## 施設の特徴
- 建築家の隈研吾氏が設計を手掛け、徳島県産杉の木製ルーバーによってボートレースの躍動感や高揚感を表現した印象的な建築デザインとなっている。
- 一般席は50席、有料席は24席で各席に卓上モニターを設置。
- 有料個室は4室。自動発払機を設置した個室やキャッシュレス端末を設置。ウッド調のシックなインテリアデザイン。

## アクセス
- JR徳島線鴨島駅から徒歩10分
- 徳島自動車道土成I.C.から車で約15分
- 国道192号沿い。